# ルイス・ピロット
ルイス・ピロット（Louis Pilot、1940年11月11日 - 2016年4月16日）はルクセンブルク南西部のエシュ＝シュル＝アルゼット出身、元ルクセンブルク代表のサッカー選手、サッカー指導者。ポジションはMF。

## 経歴
地元のクラブであるCSフォラ・エシュでプロデビューすると、20歳でベルギーのスタンダール・リエージュに移籍し、11季で通算337試合に出場した。4度のジュピラーリーグ優勝、2度のベルギーカップ優勝に貢献した。その後はロイヤル・アントワープFCなどに在籍し、1978年に引退した。ルクセンブルク代表には1959年に初招集され、1971年に退くまでに49試合に出場し、7得点を記録した。1968-69シーズンには、ルクセンブルクの最優秀スポーツ選手賞を受賞している。
現役引退した1978年にはルクセンブルク代表監督に就任し、1984年まで代表を率いた。次いでスタンダール・リエージュの監督に就任したが、1季で退任した。
2003年、UEFAジュビリーアウォーズ(過去50年で最も優秀なルクセンブルク人選手)に選出された。

## 所属クラブ
- 1957-1961  CSフォラ・エシュ
- 1961-1972  スタンダール・リエージュ
- 1972-1975  ロイヤル・アントワープFC
- 1975-1978  R. Jet Wavre

## 指導クラブ
- 1978-1984  ルクセンブルク代表
- 1984-1985  スタンダール・リエージュ
- 1985-1988,1990  FCエツェラ・エッテルブリュック